# Стана Милановић
Стана М. Милановић (Шабац, 1867 — Шабац, 1891) била је велика српска добротворка.

## Биографија
Рођена је у Шапцу 1867. године, као кћи Остоје Филиповића, трговца и била је удата за шабачког трговца Мијата Милановића. Имала је брата, Станка Остојића, који је очито узео презиме по очевом имену и који је, као и Стана, умро веома млад.

## Тестамент
Она је, тестаментом састављеним 14. јуна 1891. године, своју покретну и непокретну имовину у Шапцу и мачванском селу Белотићу, завештала "на више васпитање и школовање женског подмлатка". Убрзо по састављању тестамента, 19. августа 1891. године, умрла је у својој 25. години. Према подацима из написа у локалној штампи, цело имање које је Стана завештала као задужбину процењено је на 100.000 динара.
- Зграда некадашњег интерната, данашња Економска школа
- Зграда некадашњег интерната, данашња Економска школа

## Фонд Милановића
На захтев многобројних Шапчана, одлучено је да од школске 1904/1905. године у граду почне са радом Виша женска школа. На дан 19. августа 1905. године, у кући Милановића, која је адаптирана, свечано су отворене нове просторије, а на чеоној фасади се појавила мермерна плоча са натписом:
Српска краљевска Виша женска школа. Задужбина Станка Остојића и његове сестре Стане, супруге Мијата Милановића из Шапца.
Иако су просторије биле неусловне, Школа је овде радила до Првог светског рата.
У току рата, добар део имовине из Фонда, били су срушени, као и кућа у којој је била смештена Виша женска школа. Шабац је био без женске школе до 1925. године, када је почела са радом Подринска учитељска школа. Због Закона о учитељским школама из 1929. године који је, поред осталог, предвиђао и обавезу да се оне, у року од пет година уреде интернатски, руководство школе, због недостатка средстава се обратило Фонду Стане Милановића, које је прихватило да финансира изградњу интерната.
Плац за градњу обезбедила је Општина, на некадашњем Топузовића имању, у непосредној близини школе. Градња је почела крајем октобра 1933, а зграда је завршена у лето наредне, 1934. године, а први ученици нису били примљени у септембру 1935. године.

## Архитектура зграде интерната
Ново двоспратно здање, са увученим централним делом, имало је у сутерену кухињу, магацин намирница, перионицу, пеглерницу и простор за уређаје централног грејања. У високом приземљу налазила се пространа трпезарија, амбуланта, лекарска ординација, канцеларије управе и магацини. На првом спрату биле су мушке спаваонице и учионице, а на другом, по истом распореду, девојачке.
На забату централног дела зграде и данас стоји натпис: Задужбина Стане М. Милановић.
Данас је у овој згради смештена Економска школа. Зграда је реновирана 1997. године.